# Stricticollis

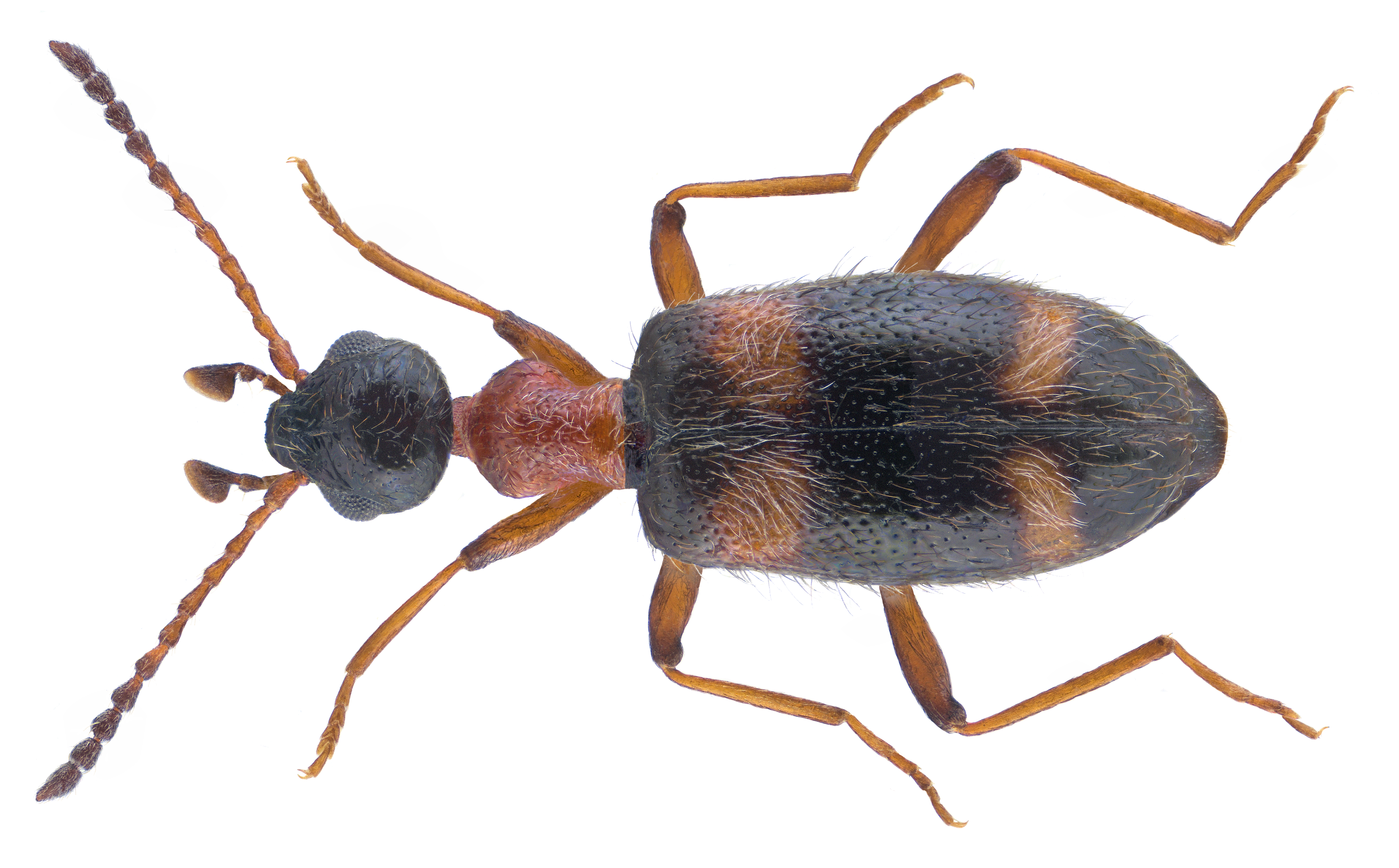
Stricticollis rufithorax

Stricticollis – rodzaj chrząszczy z rodziny nakwiatkowatych i podrodziny Anthicinae.
Takson ten został wprowadzony w 1879 roku przez Sylvaina A. de Marseula. W 1894 roku Maurice Pic wprowadził dla niego nową nazwę Stricticomus, jednak krok ten był niezgodny z zasadami ICZN.
Chrząszcze o wyraźnie owłosionym ciele. Głowę mają delikatnie punktowaną, z tyłu zaokrągloną. Przedplecze jest wyraźnie zwężone ku tyłowi, w części przedniej pozbawione guzków, a w części nasadowej z silnym przewężeniem o formie dobrze widocznego wcisku. Ubarwienie głowy i przedplecza jest pomarańczowe do jasnobrązowego, wyraźnie jaśniejsze od koloru tła pokryw. Na odnóżach brak jest długich, sterczących szczecinek. Na wierzchołkach pokryw samców nie występują ząbki. Tylna para odnóży u obu płci pozbawiona jest ząbków na udach i goleniach.
W Europie stwierdzono następujące gatunki:
- Stricticollis goebelii (La Ferté-Sénectère, 1849)
- Stricticollis longicollis (W. L. E. Schmidt, 1842)
- Stricticollis ornatus (Truqui, 1855)
- Stricticollis rufithorax (La Ferté-Sénectère, 1849)
- Stricticollis tobias (Marseul, 1879)
- Stricticollis transversalis (Villa & Villa, 1833)
- Stricticollis truncatus (Pic, 1894)

W Polsce występuje tylko S. tobias.